# 横田浩
横田 浩（よこた ひろし、1961年10月12日 - ）は、日本の実業家。トクヤマ代表取締役社長。元塩ビ工業・環境協会会長。元日本ソーダ工業会会長。全国発明表彰文部科学大臣発明奨励賞実施功績賞受賞。

## 人物・経歴
北海道出身。1985年北海道大学経済学部卒業、徳山曹達（現トクヤマ）入社。2008年ファインケミカル営業部長。2010年機能性粉体営業部長。2014年執行役員特殊品部門長。
2015年からトクヤマ代表取締役社長を務め、財務状況の悪化に対応し、ジャパン・インダストリアル・ソリューションズによる増資を行って構造改革を進めるなどし、市況改善などもあり2018年には株価の9年ぶりの高値圏を実現するなどした。
この間2016年から日本ソーダ工業会会長。2018年塩ビ工業・環境協会会長、塩化ビニル環境対策協議会会長、塩ビ食品衛生協議会会長。2020年北海道大学東京同窓会会長。
セメント協会理事、日本化学工業協会理事なども歴任。2015年度全国発明表彰文部科学大臣発明奨励賞実施功績賞受賞。
山口県アイスホッケー連盟副会長を務める。